# 德恩德冰川
德恩德冰川（英語：Dead End Glacier），是南極洲的冰川，位於南喬治亞島，流經薩爾韋森山脈南端，最終注入薩洛蒙冰川，由英國南極名稱諮詢委員會命名，現時由英國海外領土管轄。